# J.G. Malmsjös Pianofabrik

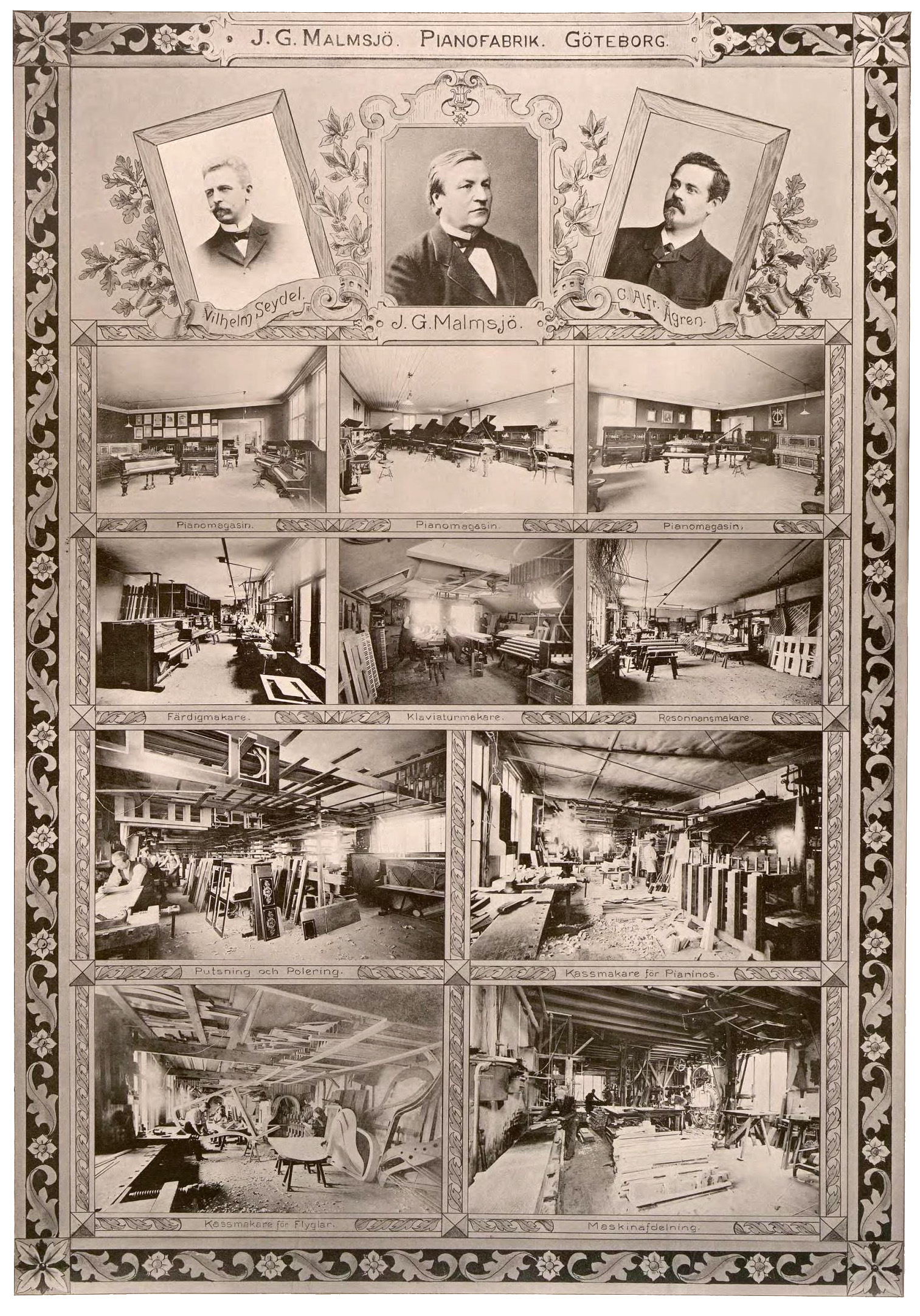
Pianofabriken presenterad i bildverk omkring år 1900.

J.G. Malmsjös Pianofabrik var en pianotillverkare i Göteborg, som startade i december 1843, då fabrikören Johan Gustaf Malmsjö flyttade dit och lyckades sälja två stycken taffelpianon, som han själv i minsta detalj tillverkat. Kunder till dessa blev traktör Dahlqvist vid Frimurarelogen respektive biskopen Anders Bruhn.
Malmsjö hade först gått i snickarlära och fick därefter plats hos en instrumentmakare Olof Ekström i Malmö, där han stannade fram till att han lyckades få anställning hos den tidens förnämste skandinaviske pianotillverkare, Andreas Marschall i Köpenhamn. Här utbildade han sig 1838-42 till mästare och återvände därefter till Malmö. Här hyrde han först in sig hos Ekström och tillverkade de båda tafflar, som var hans första mästarprov och vilka lade grunden för hans framtida utveckling. 
Efter flytten till Göteborg, hyrde Malmsjö först en verkstad först i Hypoteksföreningens hus vid Gustaf Adolfs torg, och 1 april 1844 en större verkstad i ett hus vid Lilla Bommen, i hörnet av Torggatan 2 och S:t Eriks torg. Här arbetade han det första året med två medhjälpare och året därpå med ytterligare två, till dess att han 1847 flyttade fabriken till hörnhuset av Södra Vägen 13 och Vasagatan 58-60, vid Gamla Allén (numera Södra vägen). Huset uppfördes 1844 och revs 1922. Under de första trettio åren tillverkades här endast tafflar. År 1850 tillverkats ett och 1860 två instrument i veckan, men redan 1870 fler än tre instrument i veckan, 1877 var siffran uppe i 225 om året och 1890 levererades det 5 000:e instrumentet; en konsertflygel. Redan 1846 hade fabriken börjat tillverka pianon och från början av 1849 även flyglar. I slutet av 1870-talet började tafflarna att bli omoderna och produktionen gick därför över i huvudsak till pianon. Medelårsproduktionen i kronor var för 1850-talet 29 000, för 1860-talet 80 000, för 1870-talet 124 000, för 1880-talet 84 000, för 1890-talet 153 000 och för perioden 1900-1909, 249 000 kronor årligen.
Vid J.G. Malmsjös död 1891 blev verkmästaren Alfred Ågren utsedd till fabriksföreståndare, han hade bland annat arbetat nio år vid den stora Steinwayska pianofabriken i New York och hos Malmsjös sedan 1879. Malmsjös måg – konsul Siger Johan Wilhelm Seydel (1850-1913) – övertog ledningen av fabriken som disponent. Antalet anställda var 65 stycken 1898 och omsättningen 200 000 kronor.
Utmärkelser som första pris, har erhållits i Stockholm 1851, i Göteborg 1860, i Karlstad 1862, i London samma år, i Malmö 1865, i Stockholm 1866, i Paris 1857, i Göteborg 1871, i Köpenhamn 1872, i Vänersborg samma år, i Wien och i Rugby, England 1873, i Uddevalla 1874, i Philadelphia 1876, i Borås 1880, i Malmö 1881, i Örebro 1883, i Köpenhamn 1888, i Göteborg 1891, i Malmö 1896 och i Stockholm 1897. 
År 1893 blev företaget Kunglig hovleverantör.
Firman ombildades 1906 till aktiebolag (från 1906 AB J.G. Malmsjö) och uppgick 1918 i koncernen AB Förenade piano- & orgelfabriker. Disponent för AB J.G. Malmsjö blev efter Ågrens död 1914 Knut Hultén. 1962 flyttades tillverkningen från Göteborg till Arvika. Tillverkningen upphörde 1978, men namnet Malmsjö finns kvar som varumärke.

## Ungefärlig åldersbestämning av Malmsjö-pianon genom serienummer
Serienummer och årtal hämtade från frågor och svar på forum för Sveriges Pianostämmare & Teknikerförening
- 3057 — cirka 1876
- 4410 — 1884
- 5576 — 1895
- 5910 — cirka 1895-1900
- 6865 — 1902
- 9733 — cirka 1913
- 12657 — 1926
- 13394 — cirka 1930
- 13807 — 1933